# Grupo de São Galo

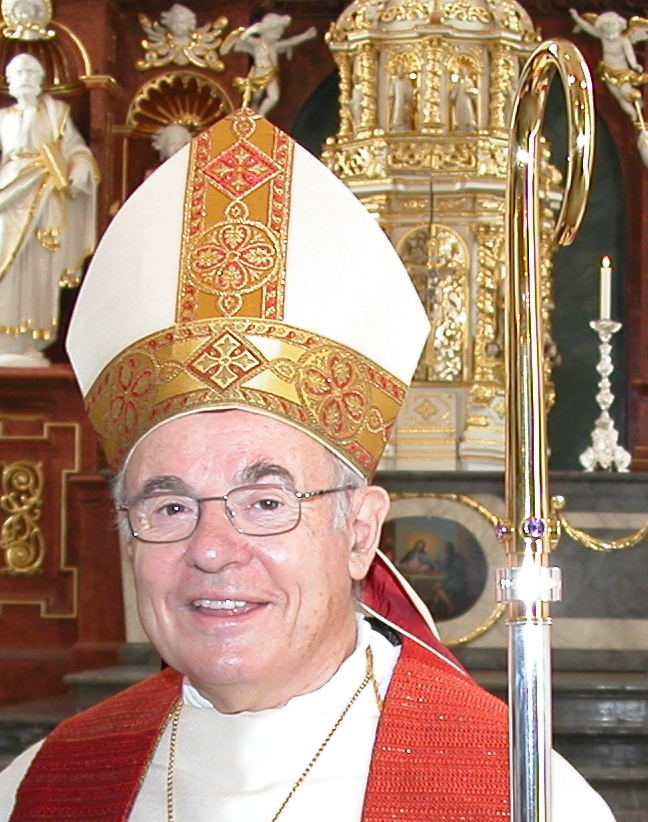
O Bispo de São Galo, monsenhor Ivo Fürer, anfitrião do Grupo de São Galo.

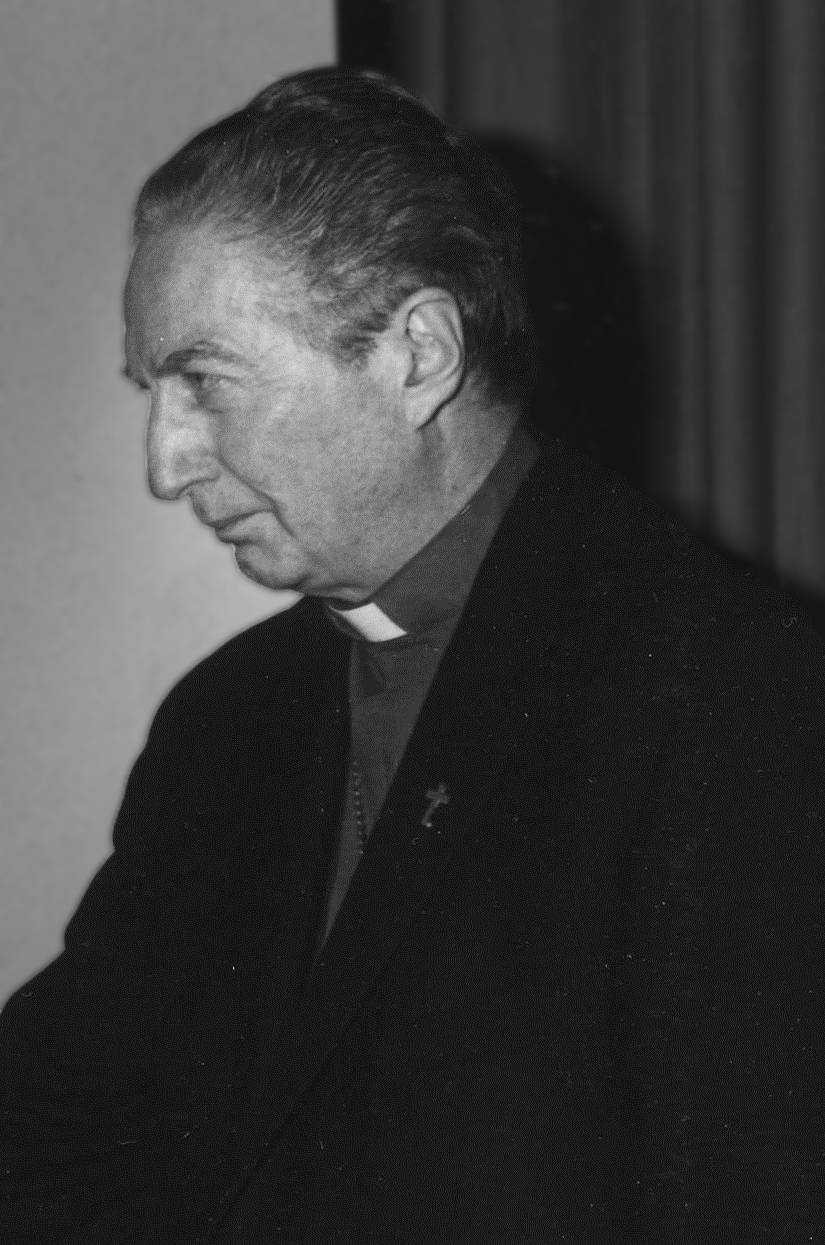
Cardeal Carlo Maria Martini, mentor e inspirador do Grupo de São Galo em seus primeiros anos.

O Grupo de São Galo era um grupo informal de sacerdotes relativistas e modernistas do alto clero da Igreja Católica que se reuniam todos os anos em janeiro, perto de São Galo, na Suíça, para debater e contestar livremente assuntos eclesiásticos e os dogmas católicos, exempli gratia, reformas na Igreja, incluindo a nomeação de bispos, colegialidade, o papel das conferências episcopais, o primado papal e a moral sexual. O Bispo de São Galo, monsenhor Ivo Fürer, como anfitrião do grupo e sediador das discussões, descreveu-o como um Freundeskreis ("um círculo de amigos"). Por ser um grupo informal, não tinha um nome oficial. Grupo de São Galo é o que alguns de seus membros deram em suas agendas e o nome tornou-se público após um capítulo completo dedicado a ele na biografia do cardeal Godfried Danneels, publicado pelos historiadores da Igreja, Karim Schelkens e Jurgen Mettepenningen em 2015 . Os nomes alternativos usados para o Grupo de São Galo são: "Grupo de Sangalo", "Máfia de S. Galo " e "Clube de São Galo" .  

## História e Associação
A iniciativa para as discussões veio do Bispo de São Galo, monsenhor Ivo Fürer, que fora Secretário-Geral das Conferências Episcopais da Europa entre 1977 e 1995 . Quando o Vaticano impôs uma profunda reforma desta Conferência em 1993 , Fürer foi um dos que acreditavam que isso significava o fim da principal raison d'être da Conferência, a fim de promover a colegialidade entre os bispos europeus . Em consulta com o cardeal Carlo Maria Martini, Fürer decidiu recepcionar um grupo de cardeais, arcebispos e bispos para discussões francas e colegiais entre eles.
Quando o grupo se reuniu pela primeira vez, em janeiro de 1996, Fürer recepcionou: Carlo Maria Martini, arcebispo de Milão; Paul Verschuren, bispo de Helsinque; Jean-Félix-Albert-Marie Vilnet, bispo de Lille; Johann Weber, bispo de Graz-Seckau; Walter Kasper, bispo de Rottenburg-Stuttgart (mais tarde cardeal), e Karl Lehmann, bispo de Mainz (mais tarde cardeal) .
Novos membros igressaram, todos unidos por convite e todos "de mente aberta" foram:
- 1999: cardeal Godfried Danneels, arcebispo de Malines-Bruxelles e Adrianus Herman van Luyn, bispo de Roterdã;
- 2001: Cormac Murphy-O'Connor, arcebispo de Westminster (mais tarde cardeal), e , Joseph Doré arcebispo de Estrasburgo;
- 2002: Alois Kothgasser, bispo de Innsbruck, mais tarde arcebispo de Salzburgo;
- 2003: Achille Silvestrini, cardeal da Cúria Romana, e Ljubomyr Huzar, arcebispo-mor de Lviv dos ucranianos e metropolita da Galiza na Igreja Católica Grega da Ucrânia;
- 2004: José Policarpo, Patriarca de Lisboa. [9] [10]

Na última reunião do grupo, em 2006, apenas quatro membros participaram: Ivo Fürer, Alois Kothgasser, Godfried Danneels e Adrianus Herman van Luyn .

## Sigilo e apelido
Os fundadores e os membros do grupo sentiram que o Vaticano impedia a livre discussão entre os bispos e, portanto, as reuniões eram realizadas em segredo. Os membros observaram "uma regra simples": "tudo pode ser dito, mas nenhuma anotação deve ser feita e a discrição deverá observada".
As reuniões foram reveladas em 2014 por Austen Ivereigh , depois que o grupo deixou de existir, e foram descritas mais detalhadamente em 2015 na biografia autorizada de Godfried Danneels. Na apresentação deste trabalho, em setembro de 2015 , transmitido pela VTM , Danneels afirmou que o nome "Grupo de São Galo" era "deftig" (digno, respeitável) e afirmou "maar eigenlijk zeiden wij van onszelf en van die groep: de maffia" (mas na verdade referíamos a nós mesmos e a esse grupo de: a máfia). Isso causou risos entre a platéia. Outros mais tarde também usaram esse nome, nem sempre de brincadeira.

## Problemas e pessoas em discussão
As questões discutidas e contestadas pelo grupo incluíam, os dogmas católicos, o centralismo na Igreja, o papel das Conferências Episcopais, o papel e a posição dos padres, a moral sexual e o celibato religioso, a nomeação de bispos e a colegialidade, aborto, eutanásia, ordenação feminina ao sacerdócio, além do casamento gay. Em todas essas questões, o Vaticano publicou sua posição através do Magistério, o que segundo os participantes consideravam anacrônico .
Todos concordaram que o prefeito da Congregação para a Doutrina da Fé, cardeal Joseph Ratzinger, exerceu uma influência centralizadora e conservadora em Roma, especialmente desde que a saúde do papa João Paulo II começou a declinar ,  certamente não queriam que Ratzinger o sucedesse.
Alguns membros negam ter discutido outros nomes, mas Fürer os contradiz e afirma explicitamente que Jorge Mario Bergoglio foi mencionado na discussão do grupo sobre a iminente sucessão do papa João Paulo II. Ele acrescenta, no entanto, que os membros nunca se comprometeram com nenhum candidato . O nome de Bergoglio, no entanto, pode ter surgido em São Galo apenas durante a reunião de 2002. Em consequência Bergoglio foi incardinado apenas em fevereiro de 2001 e Martini, que o conhecera em 1974, apresentou-o a alguns membros, que mal o conheciam, até mesmo do consistório extraordinário de maio de 2001 . O cardeal Bergoglio também criticou a maneira como a Cúria Romana administrava as coisas e seu relatório sobre o Sínodo dos Bispos em 2001 o rendeu elogios em todos os lugares, inclusive no grupo de S. Galo .

## Papel nos Conclaves de 2005 e 2013

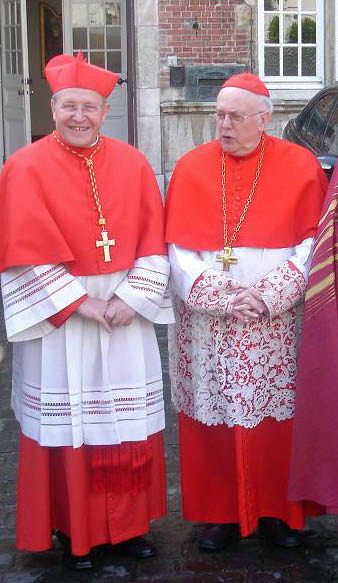
Cardeais Walter Kasper e Godfried Danneels, dois membros proeminentes do grupo de S. Galo.

Enquanto estavam em Roma antes do conclave de 2005, os cardeais membros do grupo São Galo enviaram uma nota ao anfitrião, Bispo de São Galo, monsenhor Ivo Fürer, ainda antes do conclave, quando reunidos em jantar para uma discussão, dizendo: "Estamos aqui juntos no espírito de S. Galo"   .  Segundo os extratos de um cardeal anônimo retirado do diário publicado por Brunelli, dois deles, Lehmann e Danneels, eram "o núcleo pensante" dos modernistas reformistas durante o conclave. Eles não queriam votar em Joseph Ratzinger e tentaram impedir sua eleição, dando todos os seus votos a Jorge Mario Bergoglio, que dessa maneira poderia ter obtido uma minoria capaz de bloquear a eleição . Eles conseguiram, mas Bergoglio, "quase chorando", implorou para não ser eleito. Ratzinger foi assim eleito e recebeu o nome de Bento XVI.
No ano seguinte à eleição de Ratzinger, o que restou do grupo se reuniu pela última vez. Três dos membros restantes, no entanto, participaram do conclave de 2013: Walter Kasper, Godfried Danneels e Karl Lehmann. Cormac Murphy-O'Connor já tinha passado dos oitenta anos, mas esteve presente em Roma durante o período que precedeu o conclave. Ao contrário de 2005, não há fonte anônima para relatar qual o papel que tiveram na eleição do papa Francisco. Segundo Ivereigh, os quatro trabalharam em conjunto para apoiar a eleição de Jorge Mario Bergoglio, ainda esperando eleger um líder modernista para a Igreja, mesmo este tendo grandes indícios de ter sido formado na versão argentina da Teologia da Libertação, chamada de Teologia do Povo, ambas condenadas pela Igreja Católica. 
Além disso, na primeira edição de seu livro, Ivereigh escreve que "eles garantiram o consentimento de Bergoglio pela primeira vez". Todos os quatro cardeais, no entanto, negaram     . O diretor da Sala de Imprensa da Santa Sé afirmou que os cardeais estavam "surpresos e desapontados" com o que havia sido escrito sobre eles e que "eles negaram expressamente essa descrição dos eventos [ ...] sobre a condução de uma campanha para a eleição de  Bergoglio [...] " . Na segunda edição de seu livro, Ivereigh substituiu a frase por: "de acordo com as regras do conclave", o restante de seus relatos permaneceu o mesmo .

Alguns autores conservadores usam o termo "Máfia de S. Galo" para se referir a conspiração dos membros do grupo para eleger Bergoglio, violando a Constituição Apostólica Universi Dominici Gregis, que estabelece: 
81. Os Cardeais eleitores abstenham-se, além disso, de todas as formas de pactuação, convenção, promessa, ou outros compromissos de qualquer género, que os possam obrigar a dar ou a negar o voto a um ou a alguns. Se isto, realmente, se tivesse verificado, mesmo que fosse sob juramento, decreto que tal compromisso é nulo e inválido e que ninguém está obrigado a observá-lo; e, desde já, comino a pena de excomunhão latae sententiae para os transgressores desta proibição. Todavia, não é meu intento proibir que, durante o período de Sé vacante, possa haver troca de ideias acerca da eleição. 
Os historiadores Karim Schelkens e Jurgen Mettepenningen relatam que os membros do Grupo de São Galo buscaram expressamente dificultar o pontificado de Bento XVI e obscurecer sua mensagem endereçada à Igreja e ao mundo, porém, ambos não dizem nada sobre a natureza ou a existência de uma eventual relação entre as atividades do Grupo de São Galo e a renúncia inesperada do papa alemão que, subitamente, os aproximou do objetivo: acabar com a era dos pontificados polonês e alemão. O jesuíta Silvano Fausti, falecido recentemente, declarava em sua última entrevista que, em 2 de junho de 2012, o cardeal Martini tinha exigido categoricamente de Bento XVI que ele se retirasse. Oito meses mais tarde, o papa alemão apresentava sua renúncia, para surpresa geral, para em seguida um também jesuíta, Jorge Mario Bergoglio fosse eleito. Em todo caso, os historiadores escrevem outra coisa: “A eleição de Bergoglio foi, sem dúvida alguma, preparada em São Galo. E as grandes linhas se seu programa são aquelas que Danneels e seus colegas têm discutido faz mais de 10 anos” .
O termo máfia foi usado por autores como o historiador e canonista Roberto de Mattei , falando da "intriga da eleição do Papa Bergoglio, pilotada pela Máfia de São Galo".  Henry Sire, em seu livro O Papa Ditador, e Michael Voris, no site tradicionalista Church Militant, vinculam o Grupo de Sangalo a Theodore Edgar McCarrick, excardinado por condenado por ser culpado de abuso sexual . Outros autores, como John J. Aréchiga, afirmam que essa conspiração, de acordo com o Código de Direito Canônico e leis extravagantes, invalida completamente a eleição do papa Francisco que seria, portanto, um Antipapa .